# Suore francescane dei Sacri Cuori (Capua)
Le Suore Francescane dei Sacri Cuori sono un istituto religioso femminile di diritto pontificio: le suore di questa congregazione pospongono al loro nome la sigla S.F.S.C.

## Storia
La congregazione fu fondata nel 1876 a Roma dal frate minore scalzo Simpliciano della Natività Maresca.
Le regole redatte dal fondatore furono approvate dalla Santa Sede il 22 febbraio 1885 e l'8 ottobre 1886 si ebbe l'erezione canonica dell'istituto; il suo primo cardinale protettore fu Mariano Rampolla del Tindaro.
La prima comunità ebbe sede in Santa Balbina. Seguirono presto fondazioni alla Marmorata e a San Lorenzo, sempre a Roma, e poi altre in numerose località dell'Italia meridionale. Dopo la morte del fondatore (1898) le suore trasferirono la casa-madre a Capua, sotto la protezione del cardinale Alfonso Capecelatro di Castelpagano.
La congregazione, di diritto pontificio dal 2 febbraio 1950, fu aggregata all'ordine dei frati minori il 27 aprile 1950 e ricevette il pontificio decreto di lode il 5 giugno 1970.

## Attività e diffusione
Le suore si dedicano specialmente all'assistenza, all'istruzione e all'educazione cristiana dell'infanzia e della gioventù.
Oltre che in Italia, le francescane dei Sacri Cuori sono presenti in Colombia, in Corea del Sud, nelle Filippine, in India, in Indonesia, in Polonia, in Romania e a Timor Est; la sede generalizia è a Roma.
Alla fine del 2008 la congregazione contava 463 religiose in 57 case.